# Lista de canções gravadas por Paramore

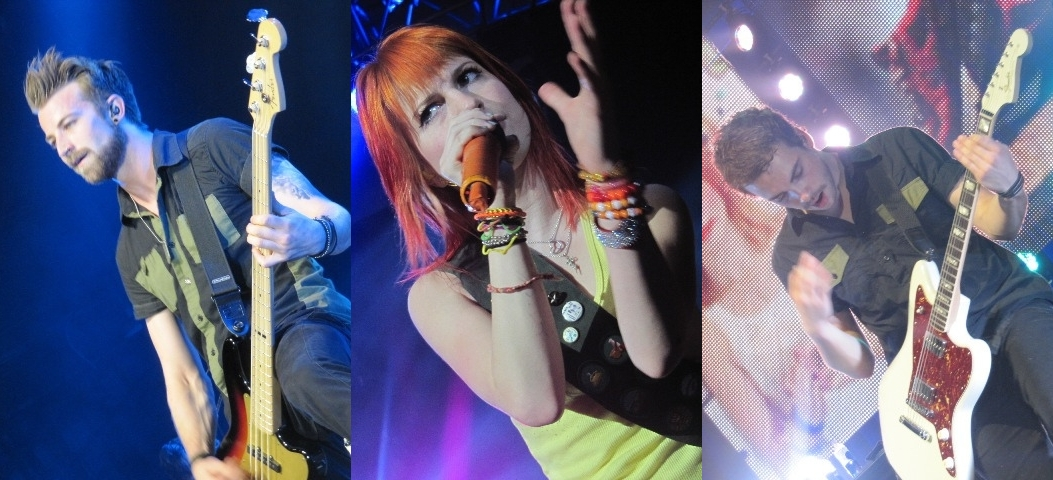
Da esquerda para a direita: Jeremy Davis, Hayley Williams e Taylor York do Paramore (2010)

A banda de rock estadunidense Paramore gravou canções para seis álbuns de estúdio, um box set, um extended play e dois álbuns de trilha sonora. Em 2002, aos 13 anos, a vocalista Hayley Williams mudou-se para Franklin, Tennessee, onde conheceu os irmãos Josh e Zac Farro. A banda foi oficialmente formada por Josh Farro (guitarra principal e vocais de apoio), Zac Farro (bateria), Jeremy Davis (baixo) e Hayley Williams (vocalista principal) em 2004, com a adição posterior do vizinho de Williams, Jason Bynum (guitarra base). Em 2005, o Paramore assinou com a Fueled by Ramen, de Nova York, mas Davis logo depois saiu e foi substituído por John Hembree. A banda lançou seu primeiro álbum de estúdio intitulado All We Know Is Falling no mesmo ano. Três singles foram lançados para promover o álbum. Davis voltaria em seguida.
Bynum deixou a banda em 2005. Hunter Lamb substituiu Bynum em 2006, mas depois deixou a banda. Davis seria removido da banda pela segunda vez, mas logo voltou mais uma vez. Taylor York, que estava em uma banda com os irmãos Farro antes de os dois conhecerem Hayley Williams, entrou como guitarrista de turnê em 2007. A banda lançou seu segundo álbum, Riot!, em 2007. O primeiro single, "Misery Business", tornou-se a primeira canção a entrar na tablea Billboard Hot 100 (EUA) e a receber certificação. No ano seguinte, Paramore contribuiu para a trilha sonora do filme Twilight (2008) com duas canções originais, incluindo o hit "Decode".
Em 2009, a banda lançou seu terceiro álbum de estúdio, Brand New Eyes, anunciando também que York se tornaria um membro oficial. Williams e Josh Farro compuseram a maioria das canções juntos, enquanto York tinha créditos de composição em algumas delas. Pouco antes do término da divulgação de Brand New Eyes, os irmãos Farro anunciaram sua saída da banda em 2010. Em 2011, Paramore gravou uma canção original para a trilha sonora do filme Transformers: Dark of the Moon e lançou um box intitulado Singles Club com três canções originais: "In The Mourning", "Renegade" e "Hello Cold World". Em 2013, eles lançaram seu quarto álbum de estúdio, Paramore, que estreou em primeiro lugar na Billboard 200 (EUA). O álbum produziu dois dos maiores sucessos da banda, "Still Into You" e "Ain't It Fun". Davis sairia mais tarde em 2015, mas Zac Farro voltaria em 2017. Em maio de 2017, eles lançaram seu quinto álbum After Laughter. Cinco singles foram lançados para este álbum, incluindo "Hard Times", "Told You So" e "Rose-Colored Boy".
Em 28 de setembro de 2022, a banda voltou após um hiato de quatro anos com seu single "This Is Why", presente em seu álbum de mesmo nome de 2023. O álbum completo foi lançado em 10 de fevereiro de 2023.

## Canções
| † | Indica canção lançada como single |

| Canção                                   | Artista(s) | Compositor(es)                      | Álbum pertencente                              | Ano  | Ref(s) |
| ---------------------------------------- | ---------- | ----------------------------------- | ---------------------------------------------- | ---- | ------ |
| "Ain't It Fun" †                         | Paramore   | Hayley Williams Taylor York         | Paramore                                       | 2013 | [ 5 ]  |
| "All I Wanted"                           | Paramore   | Williams York                       | Brand New Eyes                                 | 2009 | [ 6 ]  |
| "All We Know" †                          | Paramore   | Williams Josh Farro                 | All We Know Is Falling                         | 2005 | [ 7 ]  |
| "Anklebiters"                            | Paramore   | Williams York Justin Meldal-Johnsen | Paramore                                       | 2013 | [ 5 ]  |
| "Be Alone"                               | Paramore   | Williams York                       | Paramore                                       | 2013 | [ 5 ]  |
| "Big Man, Little Dignity"                | Paramore   | Williams York Zac Farro             | This Is Why                                    | 2023 | [ 8 ]  |
| "Born for This"                          | Paramore   | Williams J. Farro                   | Riot!                                          | 2007 | [ 9 ]  |
| "Brick by Boring Brick" †                | Paramore   | Williams J. Farro                   | Brand New Eyes                                 | 2009 | [ 6 ]  |
| "Brighter"                               | Paramore   | Williams J. Farro                   | All We Know Is Falling                         | 2005 | [ 7 ]  |
| "Careful" †                              | Paramore   | Williams J. Farro                   | Brand New Eyes                                 | 2009 | [ 6 ]  |
| "Caught in The Middle" †                 | Paramore   | Williams York                       | After Laughter                                 | 2017 | [ 10 ] |
| "C'est Comme Ça" †                       | Paramore   | Williams York Z. Farro              | This Is Why                                    | 2023 | [ 8 ]  |
| "Conspiracy"                             | Paramore   | Williams J. Farro York              | All We Know Is Falling                         | 2005 | [ 7 ]  |
| "(One of Those) Crazy Girls"             | Paramore   | Williams York                       | Paramore                                       | 2013 | [ 5 ]  |
| "Crave"                                  | Paramore   | Williams York Z. Farro              | This Is Why                                    | 2023 | [ 8 ]  |
| "crushcrushcrush" †                      | Paramore   | Williams J. Farro                   | Riot!                                          | 2007 | [ 9 ]  |
| "Daydreaming" †                          | Paramore   | Williams York                       | Paramore                                       | 2013 | [ 5 ]  |
| "Decode" †                               | Paramore   | Williams J. Farro York              | Twilight (trilha sonora)                       | 2008 | [ 11 ] |
| "Decoy"                                  | Paramore   | Williams J. Farro                   | Riot!                                          | 2007 | [ 9 ]  |
| "Emergency" †                            | Paramore   | Williams J. Farro                   | All We Know Is Falling                         | 2005 | [ 7 ]  |
| "Escape Route"                           | Paramore   | Williams York                       | Paramore                                       | 2013 | [ 5 ]  |
| "Fake Happy" †                           | Paramore   | Williams York                       | After Laughter                                 | 2017 | [ 10 ] |
| "Fast in My Car"                         | Paramore   | Williams York Meldal-Johnsen        | Paramore                                       | 2013 | [ 5 ]  |
| "Feeling Sorry"                          | Paramore   | Williams J. Farro York              | Brand New Eyes                                 | 2009 | [ 6 ]  |
| "Fences"                                 | Paramore   | Williams J. Farro David Bendeth     | Riot!                                          | 2007 | [ 9 ]  |
| "Figure 8"                               | Paramore   | Williams York Z. Farro              | This Is Why                                    | 2007 | [ 8 ]  |
| "For a Pessimist, I'm Pretty Optimistic" | Paramore   | Williams J. Farro                   | Riot!                                          | 2007 | [ 9 ]  |
| "Forgiveness"                            | Paramore   | Williams York                       | After Laughter                                 | 2017 | [ 10 ] |
| "Franklin"                               | Paramore   | Williams J. Farro                   | All We Know Is Falling                         | 2005 | [ 7 ]  |
| "Future"                                 | Paramore   | Williams York                       | Paramore                                       | 2013 | [ 5 ]  |
| "Grow Up"                                | Paramore   | Williams York                       | Paramore                                       | 2013 | [ 5 ]  |
| "Grudges"                                | Paramore   | Williams York Z. Farro              | After Laughter                                 | 2017 | [ 10 ] |
| "Hallelujah" †                           | Paramore   | Williams J. Farro                   | Riot!                                          | 2007 | [ 9 ]  |
| "Hard Times" †                           | Paramore   | Williams York                       | After Laughter                                 | 2017 | [ 12 ] |
| "Hate to See Your Heart Break"           | Paramore   | Williams York                       | Paramore                                       | 2013 | [ 5 ]  |
| "Hello Cold World" †                     | Paramore   | Williams York                       | Singles Club                                   | 2011 | [ 13 ] |
| "Here We Go Again"                       | Paramore   | Williams J. Farro                   | All We Know Is Falling                         | 2005 | [ 7 ]  |
| "I Caught Myself"                        | Paramore   | Williams J. Farro                   | Twilight (trilha sonora)                       | 2008 | [ 11 ] |
| "Idle Worship"                           | Paramore   | Williams York                       | After Laughter                                 | 2017 | [ 10 ] |
| "Ignorance" †                            | Paramore   | Williams J. Farro                   | Brand New Eyes                                 | 2009 | [ 6 ]  |
| "Interlude: Holiday"                     | Paramore   | Williams Jeremy Davis               | Paramore                                       | 2013 | [ 5 ]  |
| "Interlude: I'm Not Angry Anymore"       | Paramore   | Williams York                       | Paramore                                       | 2013 | [ 5 ]  |
| "Interlude: Moving On"                   | Paramore   | Williams York                       | Paramore                                       | 2013 | [ 5 ]  |
| "In the Mourning" †                      | Paramore   | Williams York                       | Singles Club                                   | 2011 | [ 13 ] |
| "Last Hope"                              | Paramore   | Williams York                       | Paramore                                       | 2013 | [ 5 ]  |
| "Let the Flames Begin"                   | Paramore   | Williams J. Farro                   | Riot!                                          | 2007 | [ 9 ]  |
| "Liar"                                   | Paramore   | Williams York Z. Farro              | This Is Why                                    | 2007 | [ 8 ]  |
| "Looking Up"                             | Paramore   | Williams J. Farro                   | Brand New Eyes                                 | 2009 | [ 6 ]  |
| "Miracle"                                | Paramore   | Williams J. Farro                   | Riot!                                          | 2007 | [ 9 ]  |
| "Misery Business" †                      | Paramore   | Williams J. Farro                   | Riot!                                          | 2007 | [ 9 ]  |
| "Misguided Ghosts"                       | Paramore   | Williams J. Farro York              | Brand New Eyes                                 | 2009 | [ 6 ]  |
| "Monster" †                              | Paramore   | Williams York                       | Transformers: Dark of the Moon (trilha sonora) | 2011 | [ 14 ] |
| "My Heart"                               | Paramore   | Williams J. Farro                   | All We Know Is Falling                         | 2005 | [ 7 ]  |
| "My Hero"                                | Paramore   | Dave Grohl Nate Mendel Pat Smear    | Sound of Superman                              | 2006 | [ 15 ] |
| "Native Tongue"                          | Paramore   | Williams York                       | Paramore                                       | 2013 | [ 5 ]  |
| "Never Let This Go"                      | Paramore   | Williams J. Farro                   | All We Know Is Falling                         | 2005 | [ 7 ]  |
| "No Friend"                              | Paramore   | Williams York Aaron Weiss           | After Laughter                                 | 2017 | [ 10 ] |
| "Now" †                                  | Paramore   | Williams York                       | Paramore                                       | 2013 | [ 5 ]  |
| "Oh Star"                                | Paramore   | Williams York                       | The Summer Tic EP                              | 2005 | [ 16 ] |
| "The Only Exception" †                   | Paramore   | Williams J. Farro                   | Brand New Eyes                                 | 2009 | [ 6 ]  |
| "Part II"                                | Paramore   | Williams York                       | Paramore                                       | 2013 | [ 5 ]  |
| "Playing God" †                          | Paramore   | Williams J. Farro York              | Brand New Eyes                                 | 2009 | [ 6 ]  |
| "Pool"                                   | Paramore   | Williams York Z. Farro              | After Laughter                                 | 2017 | [ 10 ] |
| "Pressure" †                             | Paramore   | Williams Farro                      | All We Know Is Falling                         | 2005 | [ 7 ]  |
| "Proof"                                  | Paramore   | Williams York                       | Paramore                                       | 2013 | [ 5 ]  |
| "Renegade" †                             | Paramore   | Williams York Davis                 | Singles Club                                   | 2011 | [ 13 ] |
| "Rewind"                                 | Paramore   | Williams J. Farro                   | Riot!                                          | 2007 | [ 9 ]  |
| "Rose-Colored Boy" †                     | Paramore   | Williams York Zac Farro             | After Laughter                                 | 2017 | [ 10 ] |
| "Running Out of Time"†                   | Paramore   | Williams York Z. Farro              | This Is Why                                    | 2023 | [ 8 ]  |
| "Still Into You" †                       | Paramore   | Williams York                       | Paramore                                       | 2013 | [ 5 ]  |
| "Stop this Song (Lovesick Melody)"       | Paramore   | Williams J. Farro                   | Riot!                                          | 2007 | [ 9 ]  |
| "Stuck on You"                           | Paramore   | Ken Andrews Greg Edwards            | The Summer Tic EP                              | 2005 | [ 16 ] |
| "Tell Me How"                            | Paramore   | Williams York                       | After Laughter                                 | 2017 | [ 10 ] |
| "Tell Me It's Okay"                      | Paramore   | Williams York                       | Paramore                                       | 2013 | [ 5 ]  |
| "Temporary"                              | Paramore   | Williams J. Farro                   | Riot!                                          | 2007 | [ 9 ]  |
| "That's What You Get" †                  | Paramore   | Williams J. Farro York              | Riot!                                          | 2007 | [ 9 ]  |
| "This Circle"                            | Paramore   | Williams J. Farro                   | The Summer Tic EP                              | 2005 | [ 16 ] |
| "The News" †                             | Paramore   | Williams York Z. Farro              | This Is Why                                    | 2023 | [ 8 ]  |
| "Thick Skull" †                          | Paramore   | Williams York Z. Farro              | This Is Why                                    | 2023 | [ 8 ]  |
| "This Is Why" †                          | Paramore   | Williams York Z. Farro              | This Is Why                                    | 2022 | [ 8 ]  |
| "Told You So" †                          | Paramore   | Williams York                       | After Laughter                                 | 2017 | [ 17 ] |
| "Turn It Off"                            | Paramore   | Williams J. Farro                   | Brand New Eyes                                 | 2009 | [ 6 ]  |
| "We Are Broken"                          | Paramore   | Williams J. Farro Bendeth           | Riot!                                          | 2007 | [ 9 ]  |
| "When It Rains"                          | Paramore   | Williams J. Farro Z. Farro          | Riot!                                          | 2007 | [ 9 ]  |
| "Where the Lines Overlap"                | Paramore   | Williams J. Farro                   | Brand New Eyes                                 | 2009 | [ 6 ]  |
| "Whoa"                                   | Paramore   | Williams J. Farro                   | All We Know Is Falling                         | 2005 | [ 7 ]  |
| "You First"                              | Paramore   | Williams York Z. Farro              | This Is Why                                    | 2023 | [ 8 ]  |
| "26"                                     | Paramore   | Williams York                       | After Laughter                                 | 2017 | [ 10 ] |